# Pyla arenaeola
Pyla arenaeola is een vlinder uit de familie van de snuitmotten (Pyralidae). De wetenschappelijke naam van de soort is voor het eerst geldig gepubliceerd in 1998 door Balogh & Wilterding.